# Задњи ушни живац
Задњи ушни живац (лат. nervus auricularis posterior) је бочна грана фацијалног живца, која се одваја након што фацијални живац изађе кроз стиломастоидни отвор и напусти лобањску дупљу. Пружа се косо навише и уназад између ушне шкољке и мастоидног наставка слепоочне кости (паралелно са задњом ушном артеријом) и дели се на ушне и потиљачне гране.
Ушне гране инервишу поткожну мускулатуру спољашњег уха, док потиљачне гране одлазе уназад и инервишу задњи (потиљачни) трбух потиљачно-чеоног мишића.